# 5-甲基尿苷
5-甲基尿苷（英語：5-methyluridine，缩写m⁵U或m5U，也称为核糖胸苷）是一种核苷，由胸腺嘧啶与核糖组成，常温常压下为白色固体。